# Per-Erik Larsson
Per-Erik Larsson (ur. 3 maja 1929 w Mora, zm. 31 maja 2008 tamże) – szwedzki biegacz narciarski, brązowy medalista olimpijski oraz dwukrotny medalista mistrzostw świata.

## Kariera
Jego olimpijskim debiutem były igrzyska w Cortinie d’Ampezzo w 1956 roku. Wspólnie z Lennartem Larssonem, Gunnarem Samuelssonem i Sixtenem Jernbergiem wywalczył brązowy medal w sztafecie 4 × 10 km. Na tych samych mistrzostwach zajął także siódme miejsce na dystansie 30 km techniką klasyczną, a w biegu na 15 km był dwunasty. Cztery lata później, podczas igrzysk olimpijskich w Squaw Valley w swoim jedynym starcie, w biegu na 15 km stylem klasycznym zajął 17. miejsce.
W 1954 roku wystartował na mistrzostwach świata w Falun. Wraz z Sune Larssonem, Sixtenem Jernbergiem i Arthurem Olssonem wywalczył kolejny brązowy medal w sztafecie. Zajął także ósme miejsce w biegu na 15 km stylem klasycznym. Startował także na mistrzostwach świata w Lahti w 1958 roku, gdzie razem z Sixtenem Jernbergiem, Lennartem Larssonem i Sture Grahnem zdobył kolejny medal w sztafecie, tym razem złoty. Na tych samych mistrzostwach był również ósmy w biegu na 15 km, a na dystansie 50 km zajął dziewiąte miejsce. Na kolejnych mistrzostwach już nie startował.

## Osiągnięcia

### Igrzyska olimpijskie
| Miejsce | Dzień       | Rok  | Miejscowość       | Konkurencja             | Czas biegu  | Strata      | Zwycięzca        |
| ------- | ----------- | ---- | ----------------- | ----------------------- | ----------- | ----------- | ---------------- |
| 7.      | 27 stycznia | 1956 | Cortina d’Ampezzo | 30 km stylem klasycznym | 1:44:06 h   | +2:45 min   | Veikko Hakulinen |
| 12.     | 30 stycznia | 1956 | Cortina d’Ampezzo | 15 km stylem klasycznym | 49:39 min   | +2:05 min   | Hallgeir Brenden |
| 3.      | 4 lutego    | 1956 | Cortina d’Ampezzo | Sztafeta 4 × 10 km      | 2:15:30 h   | +2:12.0 min | ZSRR             |
| 17.     | 23 lutego   | 1960 | Squaw Valley      | 15 km stylem klasycznym | 51:55.5 min | +1:54.7 min | Håkon Brusveen   |

### Mistrzostwa świata
| Miejsce | Dzień     | Rok  | Miejscowość | Konkurencja             | Czas biegu  | Strata      | Zwycięzca        |
| ------- | --------- | ---- | ----------- | ----------------------- | ----------- | ----------- | ---------------- |
| 8.      | 17 lutego | 1954 | Falun       | 15 km stylem klasycznym | 55:26 min   | +1:42 min   | Veikko Hakulinen |
| 3.      | 20 lutego | 1954 | Falun       | Sztafeta 4 × 10 km      | 2:16:47 h   | +2:12 min   | Finlandia        |
| 8.      | 4 marca   | 1958 | Lahti       | 15 km stylem klasycznym | 48:58.3 min | +1:00.2 min | Veikko Hakulinen |
| 1.      | 6 marca   | 1958 | Lahti       | Sztafeta 4 × 10 km      | 2:18:15.0 h | -           | -                |
| 9.      | 8 marca   | 1958 | Lahti       | 50 km stylem klasycznym | 2:56:21.9 h | +8:00.8 min | Sixten Jernberg  |